# تیر گاردن (پارک)

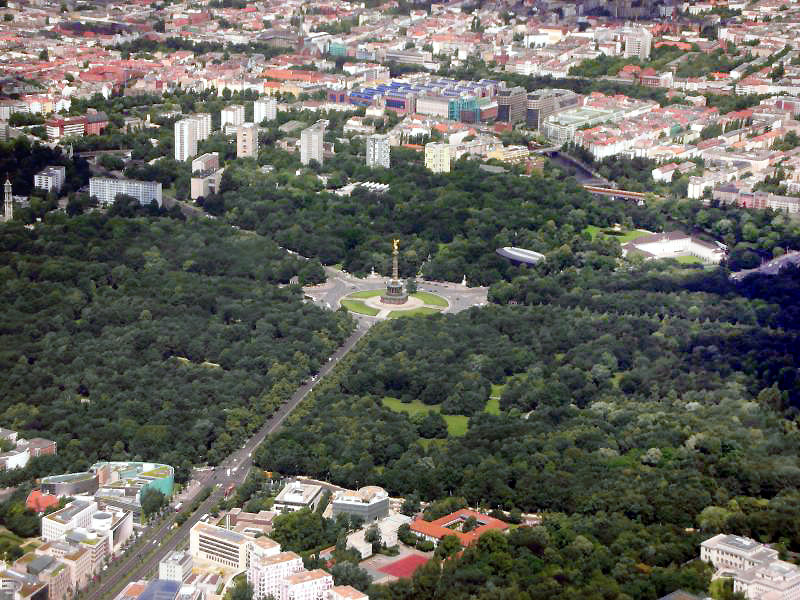
تیرگاردن بزرگ در مرکز با نمایی از تیرگاردن کوچک در بخش بالایی

تیرگاردن (نام رسمی آلمانی: Großer Tiergarten) معروف‌ترین پارک درون‌شهری برلین است که در محله‌ای به همین نام واقع شده است. این پارک ۲۱۰ هکتار وسعت دارد که یکی از بزرگ‌ترین پارک‌های آلمان بعد از پارک تمپل‌هوف برلین (فرودگاه تمپل‌هوف) و باغ انگلیسی مونیخ است. تیرگاردن به معنای باغ حیوانات است.

## تاریخچه

### قرن شانزدهم

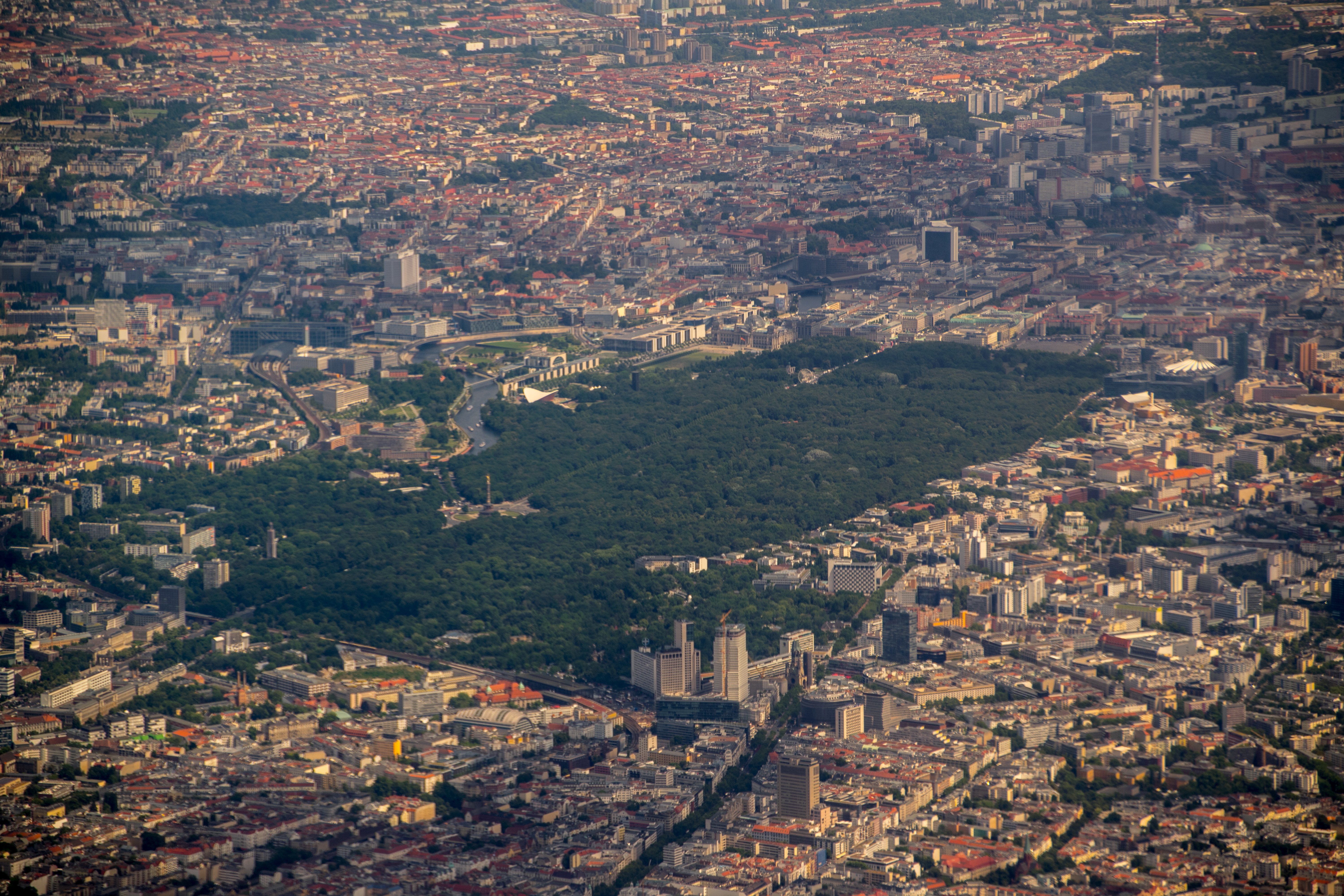
نمایی کلی از تیرگاردن

پیشینه تیرگاردن به سال ۱۵۲۷ میلادی بازمی‌گردد. این پارک به عنوان محلی برای شکار توسط حاکمان براندنبورگ مورد استفاده قرار می‌گرفت. در سال ‍۱۵۳۰ پارک در بخش‌های شمالی و غربی توسعه پیدا کرد.
در آن‌ سال‌ها جنگل‌های اطراف برلین، براندنبورگ و همچنین این پارک محلی مناسب برای شکار گوزن و دیگر حیوانات وحشی به شمار می‌آمدند.
در گذر سال‌ها حکومت براندنبورگ حیوانات وحشی بیشتری را به تیرپارک منتقل کرد و رفته رفته به محل اصلی شکار حاکمان تبدیل شد.

## نگارخانه

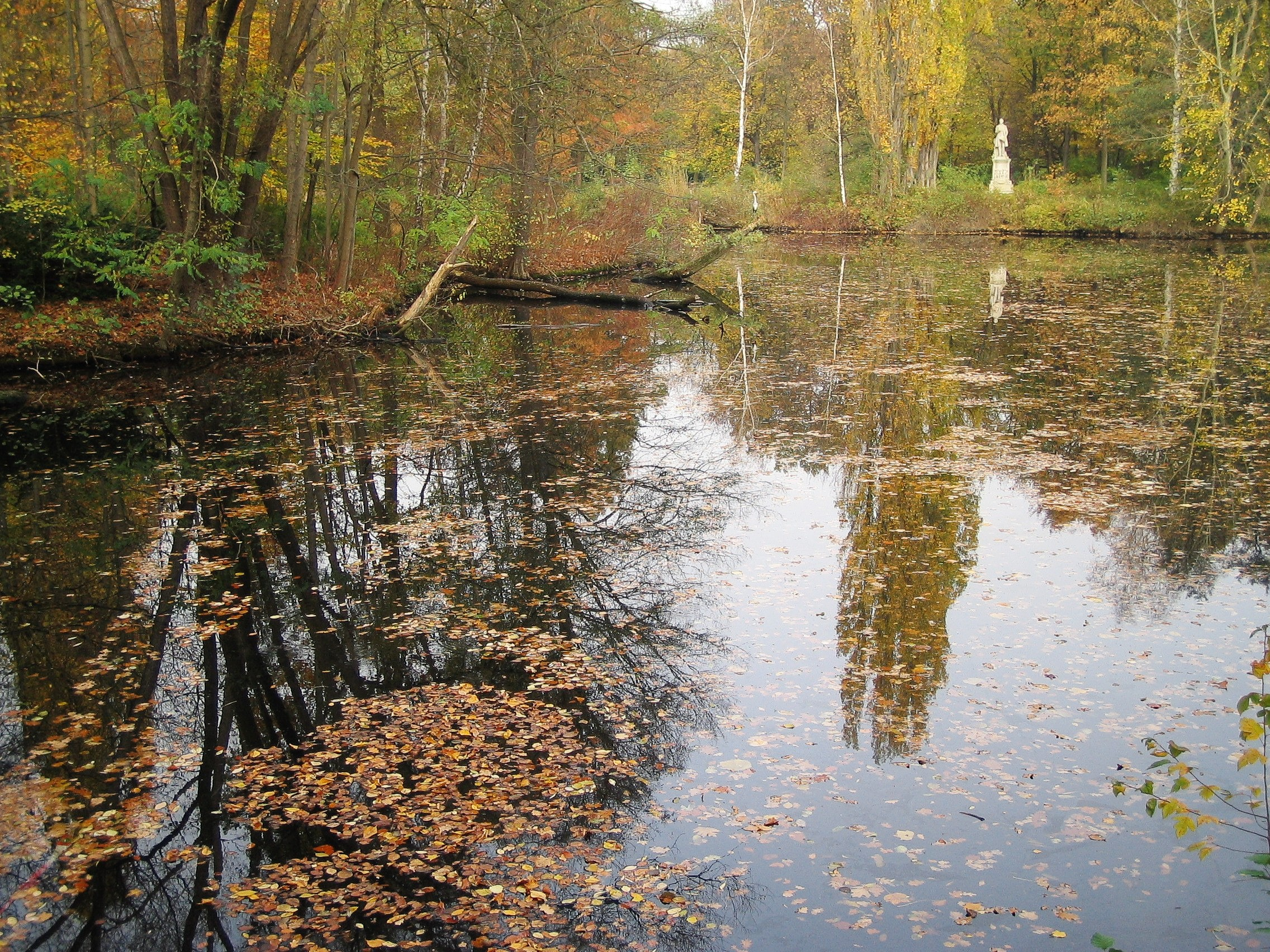
برکه نوی‌پارتی
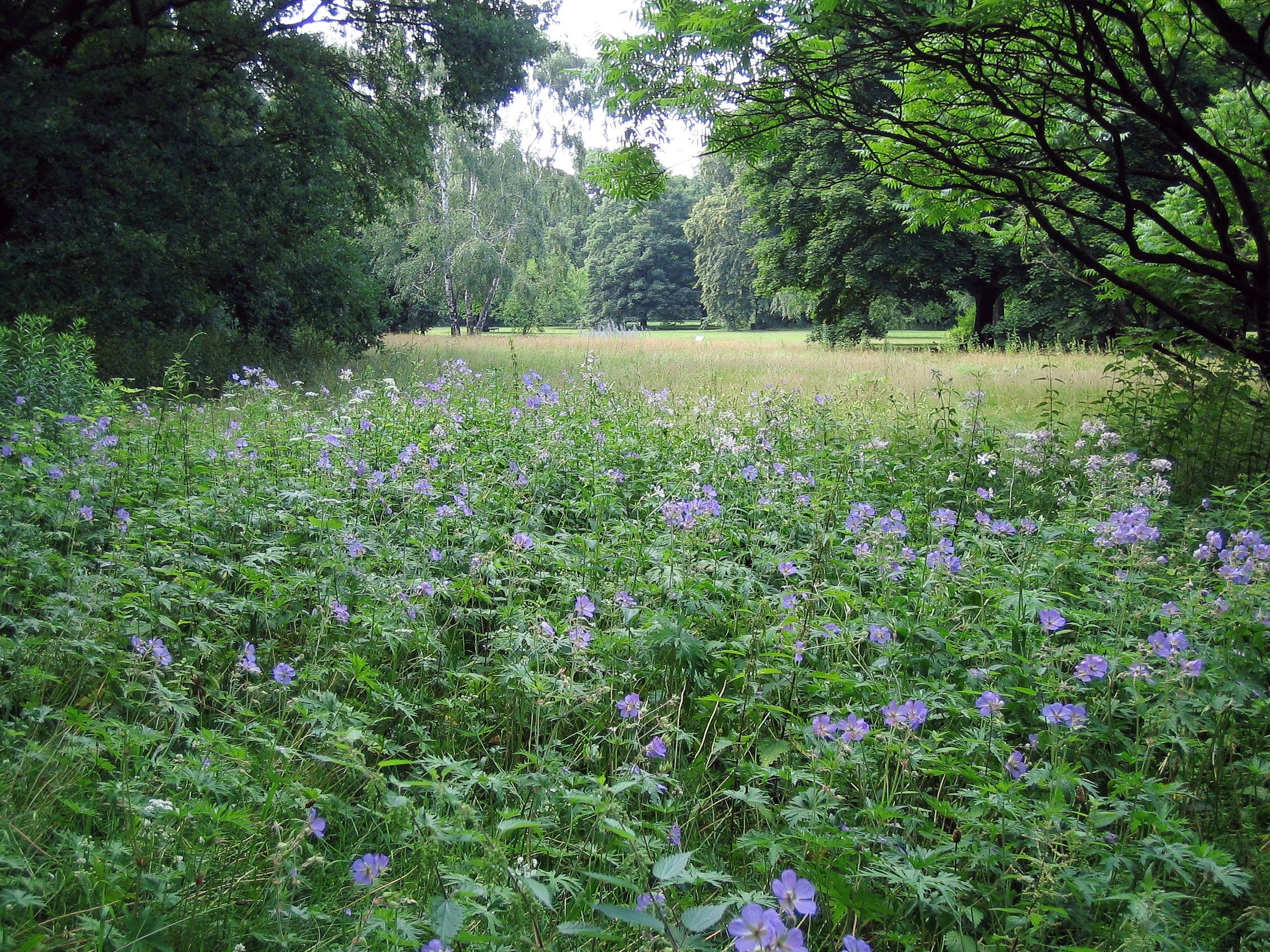
گیاهان وحشی تیرگاردن
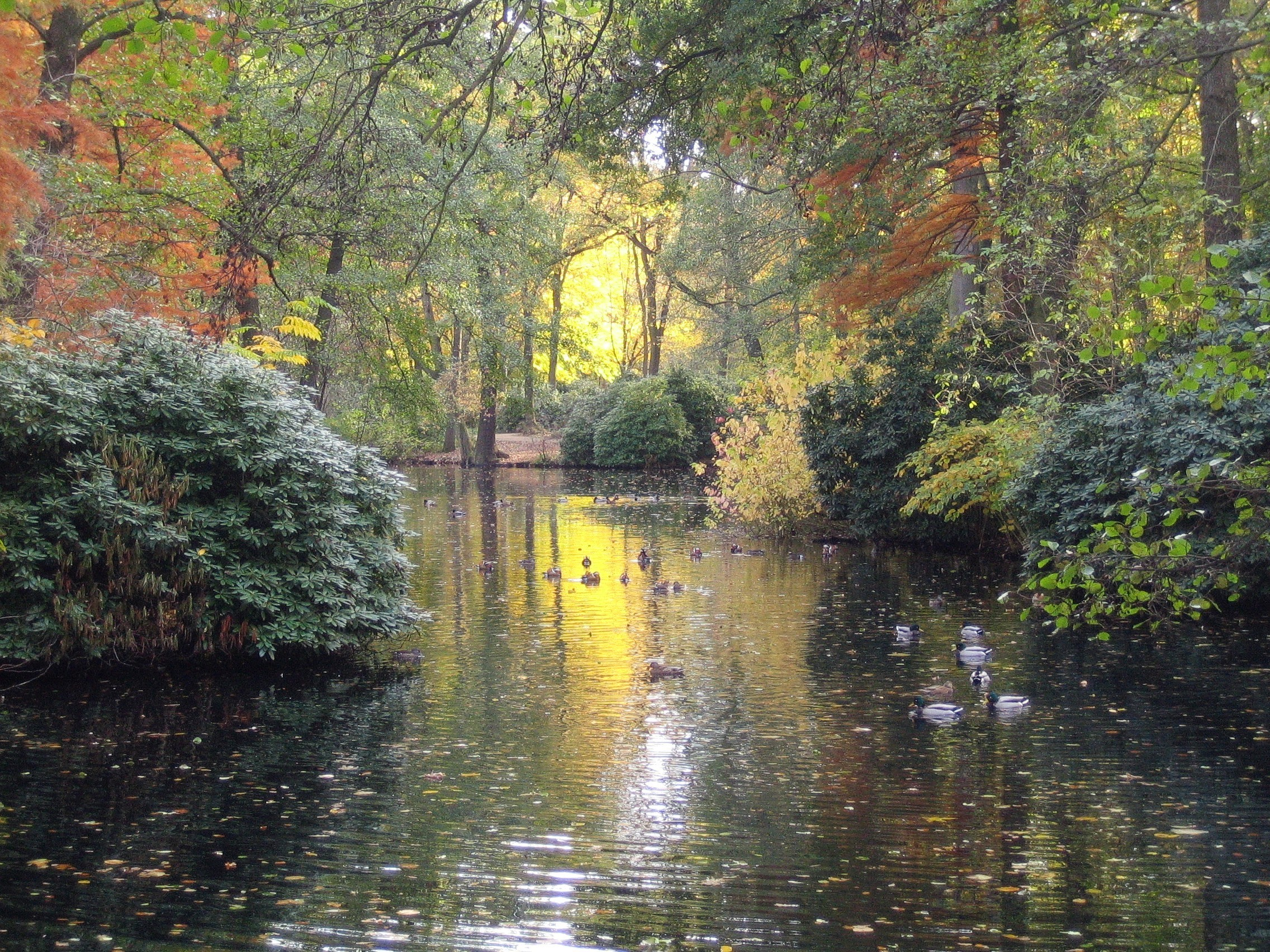
رودخانه کوچک تیرگاردن
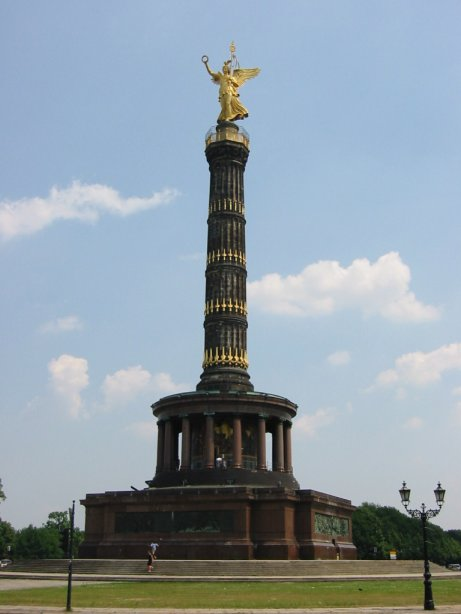
ستون پیروزی